# Gareth Gates
Gareth Paul Gates (Bradford, 12 juli 1984) is een Britse zanger. Hij werd in 2002 beroemd doordat hij tweede werd bij Pop Idol.

## Biografie
Gates scoorde in Engeland vier nummer één-hits, waarvan het nummer "Anyone of us (Stupid mistake)" ook in Nederland de nummer één-positie wist te bereiken.
Gates heeft jarenlang gestotterd, waardoor hij zelden interviews gaf en tijdens concerten gebruikmaakte van vooraf ingesproken teksten. In 2004 hield Gates een tournee door Engeland. Hiervoor begon hij in 2003 met het volgen van cursussen om zijn stotteren onder controle te krijgen, zodat hij zelfverzekerder zou kunnen spreken tijdens de concerten. Sinds het volgen van de cursussen geeft hij ook meer interviews.
Op 9 april 2007 kwam er een nieuwe single van hem uit in Engeland, "Changes". In januari 2008 nam Gates deel aan de Britse variant van Dancing on Ice. In maart 2009 nam hij de rol van Joseph over van Lee Mead en Ricky Rojas in de musical Joseph and the Amazing Technicolor Dreamcoat, van Webber/Rice.
Gates was sinds 18 juli 2008 getrouwd en heeft een dochter. Eind 2012 gingen hij en zijn vrouw uit elkaar.

## Discografie

### Albums
| Album met eventuele hitnotering(en) in de Nederlandse Album Top 100 | Datum van verschijnen | Datum van binnenkomst | Hoogste positie | Aantal weken | Opmerkingen |
| ------------------------------------------------------------------- | --------------------- | --------------------- | --------------- | ------------ | ----------- |
| What my heart wants to say                                          | 2003                  | 29-03-2003            | 11              | 18           |             |
| Go your own way                                                     | 2003                  | 04-10-2003            | 40              | 6            |             |
| Pictures of the other side                                          | 2007                  | -                     | -               | -            |             |

### Singles
| Single met eventuele hitnotering(en) in de Nederlandse Top 40 | Datum van verschijnen | Datum van binnenkomst | Hoogste positie | Aantal weken | Opmerkingen              |
| ------------------------------------------------------------- | --------------------- | --------------------- | --------------- | ------------ | ------------------------ |
| Anyone of us (stupid mistake)                                 | 2003                  | 01-03-2003            | 1(2wk)          | 14           | #1 in de Single Top 100  |
| Unchained melody                                              | 2003                  | 10-05-2003            | 25              | 4            | #12 in de Single Top 100 |
| Spirit in the sky                                             | 2003                  | 27-09-2003            | 14              | 8            | #11 in de Single Top 100 |
| Sunshine                                                      | 2003                  | 15-11-2003            | -               | -            | #77 in de Single Top 100 |